# Calor seco
El calor seco es un método térmico de esterilización y su efecto en los microorganismos es equivalente al horneado. El calor cambia las proteínas microbianas por las reacciones de oxidación y crea un medio interno árido, así quema a los microorganismos lentamente. Una simple analogía es la lenta carbonización de papel dentro de un horno caliente, aunque la temperatura permanezca por debajo del punto de ignición del papel.

## Flama directa
Uno de los métodos más simples para esterilizar es usar calor seco, es decir, ocupar la flama directa, ya que esta puede matar los microbios rápidamente. Se usa este método muy comúnmente en laboratorio de microbiología cuando se esterilizan las asas de inoculación. Para garantizar efectivamente la esterilización se debe calentar el alambre hasta el rojo vivo. Un principio similar es usado en la incineración, una forma efectiva de esterilizar y eliminar los desechos contaminantes como ropa, bolsas y desechables. La incineración se ha utilizado desde hace mucho tiempo para evitar que se propaguen las enfermedades ya que los cuerpos se queman. Aún en estos tiempos este método sigue siendo funcional.

## Aire caliente
Otra forma de esterilización con calor seco es la esterilización con aire caliente. Para ello se introducen los artículos a esterilizar en un horno. Generalmente, hace falta una temperatura de alrededor de 170 °C durante aproximadamente 2 horas para asegurar la esterilización. No son recomendables temperaturas más altas, pues a los 180 °C el papel envolvente tiende a carbonizarse.
Debido a que el agua es mejor transmisor del calor que el aire, el método por aire caliente requiere un periodo de exposición mayor y temperaturas más altas que los métodos de calor húmedo. Sin embargo, el aire caliente es un método efectivo para esterilizar tanto polvos secos y sustancias aceitosas libres de agua como para cualquier tipo de cristalería, como pipetas, frascos y jeringas. Asimismo, el calor seco no erosiona la superficie de vidrio de las jeringas no desechables y no corroe el filo del material punzocortante como lo hace el vapor.
Hay que eliminar previamente de los artículos los rastros de materia orgánica, aceites o grasas pues son sustancias que generalmente aíslan del calor seco. Por otra parte, el tiempo de exposición requerido al calor seco varía según el tipo del material.